# Campeonato Europeo de Gimnasia Artística de 1971
El IX Campeonato Europeo de Gimnasia Artística se celebró en dos sedes distintas: el concurso masculino en Madrid (España) y el concurso femenino en Minsk (URSS) en el año 1971. El evento fue organizado por la Unión Europea de Gimnasia (UEG).

## Resultados

### Masculino
| Evento                 | Oro                                       | Plata | Bronce                                    |
| ---------------------- | ----------------------------------------- | --- | ----------------------------------------- |
| Concurso completo ind. | Viktor Klimenko Unión Soviética           | Mijail Voronin Unión Soviética                                                                             | Nikolái Andrianov Unión Soviética         |
| Suelo                  | Raicho Jristov Bulgaria                   | José Ginés · España ·                                                                                      | Nikolái Andrianov Unión Soviética         |
| Caballo con arcos      | Nikolái Andrianov Unión Soviética         | Matthias Brehme República Democrática Alemana                                                              | Mijail Voronin Unión Soviética            |
| Anillas                | Mijail Voronin Unión Soviética            | Nikolái Andrianov Unión Soviética                                                                          | Andrzej Szajna · Polonia ·                |
| Salto de potro         | Nikolái Andrianov Unión Soviética         | Andrzej Szajna · Polonia ·                                                                                 | Klaus Köste República Democrática Alemana |
| Paralelas              | Giovanni Carminucci · Italia ·            | Mijail Voronin Unión Soviética Nikolái Andrianov Unión Soviética Klaus Köste República Democrática Alemana |                                           |
| Barra fija             | Klaus Köste República Democrática Alemana | Mijail Voronin Unión Soviética                                                                             | Roland Hürzeler · Suiza ·                 |

### Femenino
| Evento                 | Oro                                                                    | Plata                                | Bronce                                          |
| ---------------------- | ---------------------------------------------------------------------- | ------------------------------------ | ----------------------------------------------- |
| Concurso completo ind. | Tamara Lazakovich Unión Soviética Liudmila Turishcheva Unión Soviética |                                      | Erika Zuchold República Democrática Alemana     |
| Salto de potro         | Liudmila Turishcheva Unión Soviética                                   | Tamara Lazakovich Unión Soviética    | Erika Zuchold República Democrática Alemana     |
| Barras asimétricas     | Tamara Lazakovich Unión Soviética                                      | Liudmila Turishcheva Unión Soviética | Angelika Hellmann República Democrática Alemana |
| Barra                  | Tamara Lazakovich Unión Soviética                                      | Liudmila Turishcheva Unión Soviética | Erika Zuchold República Democrática Alemana     |
| Suelo                  | Liudmila Turishcheva Unión Soviética                                   | Tamara Lazakovich Unión Soviética    | Erika Zuchold República Democrática Alemana     |

## Medallero
| Núm. | País     | Oro | Plata | Bronce | Total |
| ---- | -------- | --- | ----- | ------ | ----- |
| 1    | URSS     | 10  | 9     | 3      | 22    |
| 2    | RDA      | 1   | 2     | 6      | 9     |
| 3    | Bulgaria | 1   | 0     | 0      | 1     |
| 4    | Italia   | 1   | 0     | 0      | 1     |
| 5    | Polonia  | 0   | 1     | 1      | 2     |
| 6    | España   | 0   | 1     | 0      | 1     |
| 7    | Suiza    | 0   | 0     | 1      | 1     |
|      | TOTAL    | 13  | 13    | 11     | 37    |